# 羅馬國家檔案館

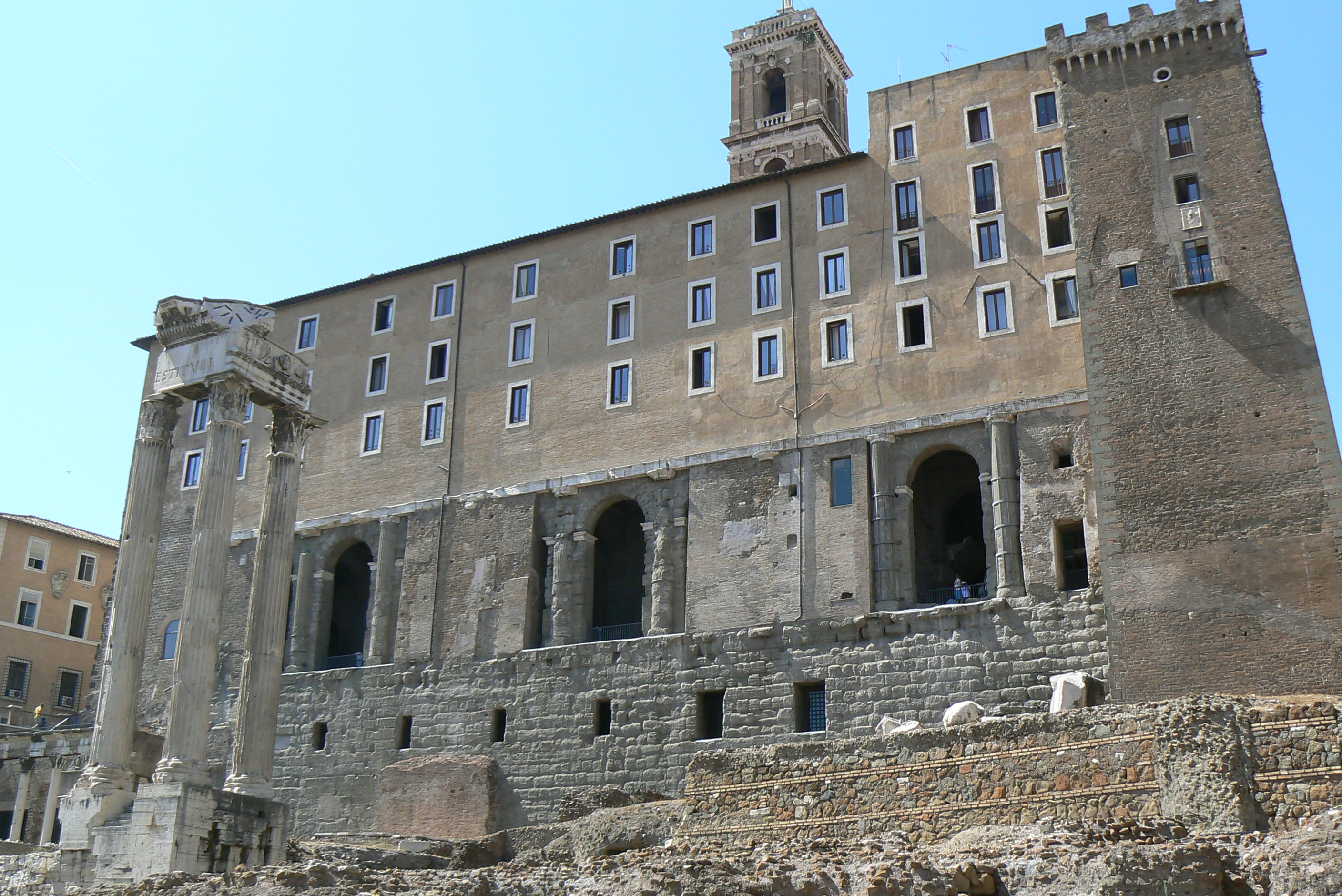
罗马国家档案馆

羅馬國家檔案館（拉丁語：Tabularium）是位於羅馬古羅馬廣場西端的檔案館，保管法律和政府公文。羅馬國家檔案館修建於西元前78年，12世纪改建，用作罗马市政厅至今。16世纪由米开朗基罗设计立面，将背面改为正面并加建钟塔。

## 外部連結
- Tabularium at UCLA's Digital Roman Forum （页面存档备份，存于）

41°53′34″N 12°29′1″E / 41.89278°N 12.48361°E